# Eleições autárquicas portuguesas de 1982 no distrito de Bragança
| Eleições autárquicas portuguesas de 1982 Distritos: Aveiro \| Beja \| Braga \| Bragança \| Castelo Branco \| Coimbra \| Évora \| Faro \| Guarda \| Leiria \| Lisboa \| Portalegre \| Porto \| Santarém \| Setúbal \| Viana do Castelo \| Vila Real \| Viseu \| Açores \| Madeira |

## Resultados por concelho
Os resultados nos concelhos do distrito de Bragança foram os seguintes:

### Alfândega da Fé
| Partido                 | Partido                   | Votos | %               | +/-   | Vereadores | +/-     |
| ----------------------- | ------------------------- | ----- | --------------- | ----- | ---------- | ------- |
|                         | Partido Social Democrata  | 1 966 | 45,83 / 100,00  | 4,49  | 3 / 5      | Estável |
|                         | Centro Democrático Social | 1 028 | 23,96 / 100,00  | -     | 1 / 5      | -       |
|                         | Partido Socialista        | 637   | 14,85 / 100,00  | 14,54 | 1 / 5      | Estável |
|                         | Aliança Povo Unido        | 381   | 8,88 / 100,00   | 5,83  | 0 / 5      | 1       |
| Votos Inválidos         | Votos Inválidos           | 278   | 6,48 / 100,00   | 0,89  |            |         |
| Total                   | Total                     | 4 290 | 100,00 / 100,00 |       | 5 / 5      |         |
| Eleitorado/Participação | Eleitorado/Participação   | 5 861 | 73,20 / 100,00  | 8,55  |            |         |

### Bragança
| Partido                 | Partido                   | Votos  | %               | +/-   | Vereadores | +/-     |
| ----------------------- | ------------------------- | ------ | --------------- | ----- | ---------- | ------- |
|                         | Centro Democrático Social | 7 419  | 44,62 / 100,00  | 29,91 | 4 / 7      | 3       |
|                         | Partido Social Democrata  | 4 263  | 25,64 / 100,00  | 34,16 | 2 / 7      | 3       |
|                         | Partido Socialista        | 3 563  | 21,43 / 100,00  | 5,59  | 1 / 7      | Estável |
|                         | Aliança Povo Unido        | 620    | 3,73 / 100,00   | 1,48  | 0 / 7      | Estável |
| Votos Inválidos         | Votos Inválidos           | 762    | 4,58 / 100,00   | 1,13  |            |         |
| Total                   | Total                     | 16 627 | 100,00 / 100,00 |       | 7 / 7      |         |
| Eleitorado/Participação | Eleitorado/Participação   | 25 892 | 64,22 / 100,00  | 4,20  |            |         |

### Carrazeda de Ansiães
| Partido                 | Partido                 | Votos | %               | +/-  | Vereadores | +/-     |
| ----------------------- | ----------------------- | ----- | --------------- | ---- | ---------- | ------- |
|                         | Aliança Democrática     | 3 795 | 71,71 / 100,00  | -    | 4 / 5      | -       |
|                         | Partido Socialista      | 1 064 | 20,11 / 100,00  | 3,08 | 1 / 5      | Estável |
|                         | Aliança Povo Unido      | 165   | 3,12 / 100,00   | 0,82 | 0 / 5      | Estável |
| Votos Inválidos         | Votos Inválidos         | 268   | 5,06 / 100,00   | 1,42 |            |         |
| Total                   | Total                   | 5 292 | 100,00 / 100,00 |      | 5 / 5      |         |
| Eleitorado/Participação | Eleitorado/Participação | 7 818 | 67,69 / 100,00  | 3,75 |            |         |

### Freixo de Espada à Cinta
| Partido                 | Partido                 | Votos | %               | +/-   | Vereadores | +/-     |
| ----------------------- | ----------------------- | ----- | --------------- | ----- | ---------- | ------- |
|                         | Aliança Democrática     | 1 483 | 47,89 / 100,00  | -     | 3 / 5      | -       |
|                         | Partido Socialista      | 1 113 | 35,94 / 100,00  | 13,88 | 2 / 5      | 1       |
|                         | Aliança Povo Unido      | 297   | 9,59 / 100,00   | 1,76  | 0 / 5      | Estável |
| Votos Inválidos         | Votos Inválidos         | 204   | 6,58 / 100,00   | 1,19  |            |         |
| Total                   | Total                   | 3 097 | 100,00 / 100,00 |       | 5 / 5      |         |
| Eleitorado/Participação | Eleitorado/Participação | 4 341 | 71,34 / 100,00  | 4,98  |            |         |

### Macedo de Cavaleiros
| Partido                 | Partido                   | Votos  | %               | +/-  | Vereadores | +/-     |
| ----------------------- | ------------------------- | ------ | --------------- | ---- | ---------- | ------- |
|                         | Partido Social Democrata  | 4 897  | 48,35 / 100,00  | 3,36 | 4 / 7      | Estável |
|                         | Centro Democrático Social | 2 241  | 22,13 / 100,00  | 3,58 | 2 / 7      | Estável |
|                         | Partido Socialista        | 2 014  | 19,89 / 100,00  | 7,44 | 1 / 7      | Estável |
|                         | Aliança Povo Unido        | 248    | 2,45 / 100,00   | 2,92 | 0 / 7      | Estável |
|                         | União Democrática Popular | 220    | 2,17 / 100,00   | 0,62 | 0 / 7      | Estável |
| Votos Inválidos         | Votos Inválidos           | 508    | 5,02 / 100,00   | 1,80 |            |         |
| Total                   | Total                     | 10 128 | 100,00 / 100,00 |      | 7 / 7      |         |
| Eleitorado/Participação | Eleitorado/Participação   | 15 169 | 66,77 / 100,00  | 0,66 |            |         |

### Miranda do Douro
| Partido                 | Partido                 | Votos | %               | +/-   | Vereadores | +/-     |
| ----------------------- | ----------------------- | ----- | --------------- | ----- | ---------- | ------- |
|                         | Partido Socialista      | 2 532 | 47,30 / 100,00  | 13,49 | 3 / 5      | 1       |
|                         | Aliança Democrática     | 2 420 | 45,21 / 100,00  | -     | 2 / 5      | -       |
|                         | Aliança Povo Unido      | 83    | 1,55 / 100,00   | 1,00  | 0 / 5      | Estável |
| Votos Inválidos         | Votos Inválidos         | 318   | 5,94 / 100,00   | 1,54  |            |         |
| Total                   | Total                   | 5 353 | 100,00 / 100,00 |       | 5 / 5      |         |
| Eleitorado/Participação | Eleitorado/Participação | 7 613 | 70,31 / 100,00  | 5,81  |            |         |

### Mirandela
| Partido                 | Partido                   | Votos  | %               | +/-  | Vereadores | +/-     |
| ----------------------- | ------------------------- | ------ | --------------- | ---- | ---------- | ------- |
|                         | Partido Social Democrata  | 5 729  | 40,70 / 100,00  | 7,64 | 4 / 7      | Estável |
|                         | Centro Democrático Social | 4 193  | 29,79 / 100,00  | 8,52 | 2 / 7      | Estável |
|                         | Partido Socialista        | 2 349  | 16,69 / 100,00  | 0,49 | 1 / 7      | Estável |
|                         | Aliança Povo Unido        | 1 121  | 7,96 / 100,00   | 2,47 | 0 / 7      | Estável |
| Votos Inválidos         | Votos Inválidos           | 684    | 4,86 / 100,00   | 1,72 |            |         |
| Total                   | Total                     | 14 076 | 100,00 / 100,00 |      | 7 / 7      |         |
| Eleitorado/Participação | Eleitorado/Participação   | 20 126 | 69,94 / 100,00  | 0,83 |            |         |

### Mogadouro
| Partido                 | Partido                   | Votos  | %               | +/-   | Vereadores | +/-     |
| ----------------------- | ------------------------- | ------ | --------------- | ----- | ---------- | ------- |
|                         | Partido Social Democrata  | 3 233  | 49,19 / 100,00  | 11,00 | 4 / 7      | 1       |
|                         | Partido Socialista        | 1 598  | 24,31 / 100,00  | 11,78 | 2 / 7      | 1       |
|                         | Centro Democrático Social | 1 123  | 17,09 / 100,00  | 0,28  | 1 / 7      | Estável |
|                         | Aliança Povo Unido        | 319    | 4,85 / 100,00   | 0,84  | 0 / 7      | Estável |
| Votos Inválidos         | Votos Inválidos           | 300    | 4,56 / 100,00   | 1,90  |            |         |
| Total                   | Total                     | 6 573  | 100,00 / 100,00 |       | 7 / 7      |         |
| Eleitorado/Participação | Eleitorado/Participação   | 10 794 | 60,89 / 100,00  | 8,02  |            |         |

### Torre de Moncorvo
| Partido                 | Partido                 | Votos  | %               | +/-  | Vereadores | +/-     |
| ----------------------- | ----------------------- | ------ | --------------- | ---- | ---------- | ------- |
|                         | Aliança Democrática     | 3 062  | 45,34 / 100,00  | -    | 4 / 7      | -       |
|                         | Partido Socialista      | 2 884  | 42,71 / 100,00  | 8,15 | 3 / 7      | Estável |
|                         | Aliança Povo Unido      | 428    | 6,34 / 100,00   | 2,15 | 0 / 7      | Estável |
| Votos Inválidos         | Votos Inválidos         | 379    | 5,61 / 100,00   | 0,12 |            |         |
| Total                   | Total                   | 6 753  | 100,00 / 100,00 |      | 7 / 7      |         |
| Eleitorado/Participação | Eleitorado/Participação | 10 341 | 65,30 / 100,00  | 2,37 |            |         |

### Vila Flor
| Partido                 | Partido                   | Votos | %               | +/-   | Vereadores | +/-     |
| ----------------------- | ------------------------- | ----- | --------------- | ----- | ---------- | ------- |
|                         | Partido Social Democrata  | 2 345 | 46,97 / 100,00  | 13,96 | 3 / 5      | 1       |
|                         | Centro Democrático Social | 1 380 | 27,64 / 100,00  | 9,72  | 2 / 5      | 1       |
|                         | Partido Socialista        | 650   | 13,02 / 100,00  | -     | 0 / 5      | -       |
|                         | Aliança Povo Unido        | 349   | 6,99 / 100,00   | 5,93  | 0 / 5      | Estável |
| Votos Inválidos         | Votos Inválidos           | 269   | 5,38 / 100,00   | 1,56  |            |         |
| Total                   | Total                     | 4 993 | 100,00 / 100,00 |       | 5 / 5      |         |
| Eleitorado/Participação | Eleitorado/Participação   | 6 798 | 73,45 / 100,00  | 1,88  |            |         |

### Vimioso
| Partido                 | Partido                    | Votos | %               | +/-   | Vereadores | +/-     |
| ----------------------- | -------------------------- | ----- | --------------- | ----- | ---------- | ------- |
|                         | Partido Socialista         | 1 498 | 37,09 / 100,00  | -     | 2 / 5      | -       |
|                         | Partido Popular Monárquico | 1 456 | 36,05 / 100,00  | -     | 2 / 5      | -       |
|                         | Partido Social Democrata   | 777   | 19,24 / 100,00  | 46,50 | 1 / 5      | 3       |
|                         | Aliança Povo Unido         | 51    | 1,26 / 100,00   | 8,08  | 0 / 5      | Estável |
| Votos Inválidos         | Votos Inválidos            | 257   | 5,36 / 100,00   | 1,90  |            |         |
| Total                   | Total                      | 4 039 | 100,00 / 100,00 |       | 5 / 5      |         |
| Eleitorado/Participação | Eleitorado/Participação    | 5 943 | 67,96 / 100,00  | 0,73  |            |         |

### Vinhais
| Partido                 | Partido                   | Votos  | %               | +/-   | Vereadores | +/-     |
| ----------------------- | ------------------------- | ------ | --------------- | ----- | ---------- | ------- |
|                         | Centro Democrático Social | 4 697  | 57,79 / 100,00  | 24,15 | 5 / 7      | 2       |
|                         | Partido Social Democrata  | 1 732  | 21,31 / 100,00  | 7,68  | 1 / 7      | 1       |
|                         | Partido Socialista        | 1 136  | 13,98 / 100,00  | 13,64 | 1 / 7      | 1       |
|                         | Aliança Povo Unido        | 113    | 1,39 / 100,00   | 3,30  | 0 / 7      | Estável |
| Votos Inválidos         | Votos Inválidos           | 450    | 5,53 / 100,00   | 0,46  |            |         |
| Total                   | Total                     | 8 128  | 100,00 / 100,00 |       | 7 / 7      |         |
| Eleitorado/Participação | Eleitorado/Participação   | 11 885 | 68,39 / 100,00  | 1,86  |            |         |